# Руновщинське газове родовище
Руновщинське газове родовище — дрібне родовище у Полтавській області України, за два десятки кілометрів від північно-східної околиці Полтави. Належить до Руденківсько-Пролетарського нафтогазоносного району Східного нафтогазоносного регіону України.

## Опис
У 1954 році за результатами сейсморозвідки виділили Руновщинську структуру, мезозойський купол якої пов'язаний із соляним діапіром. Споруджена свердловина № 3 не виявила вуглеводнів, проте перетнула перспективні за характеристиками мезозойські відкладення. Услід за цим в 1956 році в центральній частині структури відкрили родовище шляхом спорудження свердловини № 12, яка виявила газовий поклад в інтервалі 505—535 метрів в породах коренівської підсвити (нижній тріас). У 1957-му воно було узяте на державний баланс, проте надалі знято з нього через незначний розмір запасів.
У 2012 році НАК «Нафтогаз України» пробурив свердловину № 100-Руновщинська, яка по суті дублювала свердловину № 12.  № 100-Руновщинська  досягнула глибини у 1200 метрів та в інтервалі 493—603 метрі виявила продуктивний пласт ефективною товщиною 40 метрів у коренівській підсвиті та серебрянській свиті (остання також належить до нижнього тріасу). Колекторами є суміш пісків, пісковиків та алевролитів із пористістю до 35 %.
Газ родовища переважно метановий із часткою цієї сполуки у 96,6 %. Він майже не містить інших вуглеводнів (етану лише 0,02 %), проте має певний вміст азоту (3,1 %) та діоксиду вуглецю (0,2 %). 
Ресурси родовища за категорією С2 оцінюються у 507 млн м3, по категорії С3 — 483 млн м3.
Станом на другу половину 2010-х належна до структури НАК «Нафтогаз України» компанія «Укргазвидобування» намагалась отримати дозвіл на користування надрами Руновщинської ділянки, проте цьому процесу не сприяла Полтавська обласна рада.